# Administrativní registr ekonomických subjektů
Administrativní registr ekonomických subjektů (ARES) je informační systém Ministerstva financí, který veřejnosti umožňuje vyhledávání veřejných informací o ekonomických subjektech registrovaných v Česku. ARES agreguje a zpřístupňuje údaje o ekonomických subjektech z veřejných informačních systémů, ze kterých čerpá data. Není to tedy primární zdroj informací. Při zpracování se používají i kontrolní zdroje. ARES dále obsahuje samostatné dceřiné aplikace. Systém vyvinula a provozuje společnosti Asseco Central Europe, a.s.

## Majoritní zdroje
V závorce je uveden správce rejstříku
- OR – Veřejný rejstřík a Sbírka listin (rejstříkové soudy)
- RŽP – Živnostenský rejstřík (Ministerstvo průmyslu a obchodu)
- RES – Registr ekonomických subjektů (Český statistický úřad)
- RCNS – Registr církví a náboženských společností (Ministerstvo kultury)
- EZP – Evidence zemědělského podnikatele (Ministerstvo zemědělství)
- PSH – Seznam politických stran a hnutí (Ministerstvo vnitra)
- RŠ – Rejstřík škol a školských zařízení (Ministerstvo školství a tělovýchovy)[2]

## Další zdroje
V závorce je uveden správce rejstříku
- DPH – Registr plátců daně z přidané hodnoty (Česká daňová správa)
- SD – Registr plátců spotřební daně (Celní správa)
- RARIS – Účelový registr organizací systému ARIS (Ministerstvo financí)
- CEDR – Centrální evidence dotací z rozpočtu (Ministerstvo financí)
- CEU – Centrální evidence úpadců (Ministerstvo spravedlnosti)
- IR – Insolvenční rejstřík (Ministerstvo spravedlnosti)[2]

Kontrolním zdrojem je RÚIAN – Registr územní identifikace adres a nemovitostí, vedený Českým úřadem zeměměřickým a katastrálním.

## XML služby
Součástí ARESu je i XML rozhraní pro automatické vyhledání a kontrolu subjektu a zpřístupnění jeho veřejných údajů ze zdrojových registrů. Mimo uvedených registrů se dá využít i vyhledávání a kontrola adres (data jsou čerpány z Územně identifikačního registru adres (UIR) vedeného Ministerstvem práce a sociálních věcí.
Jsou nastaveny určité limity pro počty dotazů, které může jeden uživatel během dne do ARESu poslat.

## Další možnosti vyhledávání
Krome výše uvedených informací je možné přes informační systém ARES najít také seznam všech okresů a obcí České republiky. K jednotlivým obcím nechybí jejich kód, PSČ a číslo příslušného finančního úřadu. 
Mimo si také můžete jednoduše zobrazit i:
- všechny možné právní formy,
- finanční úřady,
- seznam CZ-NACÍ, tedy klasifikaci ekonomických činností.

## Historie
8/1999MFČR pod vedením ministra financí Pavla Mertlíka spustilo systém ARES. Systém vyvinula a provozuje společnost Asseco Central Europe, a.s.
10/2012napojení informačního systému ARES na systém základních registrů
2016ARES se vládním nařízením dostal na seznam datových zdrojů, které od prvního ledna 2018 musí být otevřeně publikované (viz článek Otevřená data).
1/2018Ministerstvo financí vydalo balík dat z veřejného rejstříku a také seznam IČO firem, které do balíku patří. Kromě toho navýšilo limity svých API a denně je možné požádat až o 60 000 záznamů.
8/2023Ministerstvo financí zpřístupnilo novou verzi registru v pilotním režimu. Pilotní provoz probíhá na datové sadě platné k 30. červenci 2023 a jednotlivé zdroje budou postupně aktualizovány. Pilotní provoz by měl být ukončen k 30. září 2023, kdy bude vypnut i stávající registr.